# Stallo (roman)
Stallo är en spänningsroman från 2012 av den svenske författaren Stefan Spjut. Den utspelar sig i svenska Lappland på två tidsplan, 1978 och 2004, och följer en historia där barn rövats bort av trollväsen med samma namn från samisk mytologi. I november 2012 hade boken sålts till 15 länder. Den är förberedd för en filmatisering av regissören Mikael Marciman.

## Mottagande
Ingemar Nilsson skrev i Tidningen Kulturen: "Spjut är modig, för hans tegelsten är byggt av materiel som lätt skulle kunna viftas bort som 'svammel' eller bara skrattas rått åt. ... Jag säger läs, och du får en roman berättad med beståndsdelar av magisk realism, fantasy, saga och en dos hårdkokthet à la Hemingway."